# Светлогорский городской округ
Светлогорский городской округ — муниципальное образование в Калининградской области России. Ему соответствует административно-территориальная единица город областного значения Светлогорск.
Административный центр — город Светлогорск.

## География
Округ находится на северной оконечности Калининградского полуострова — Земланда, в 38 км от областного центра города Калининграда. Протянулся вдоль берега Балтийского моря на расстояние 16 километров. Площадь 32,5 км².

## История
Светлогорский городской округ полностью расположен на части территории одной из исторических областей древней Пруссии Самбии.
Светлогорский муниципальный район образован 2 ноября 2007 года в соответствии с Законом Калининградской области об организации местного самоуправления на территории Светлогорского городского округа № 182 в результате наделения муниципального образования Светлогорский городской округ статусом муниципального района.
Законом Калининградской области от 30 марта 2018 года муниципальный район был упразднён, а все входившие в его состав городские поселения были объединены в единое муниципальное образование Светлогорский городской округ.
Светлогорский административный район был упразднён 30 декабря 2019 года и преобразован в город областного значения Светлогорск как административно-территориальная единица.

## Население
| 2002    | 2009    | 2010    | 2011    | 2012    | 2013    | 2014    | 2015    | 2016    |
| ------- | ------- | ------- | ------- | ------- | ------- | ------- | ------- | ------- |
| 21 407  | ↗21 561 | ↘14 875 | ↗14 914 | ↗15 080 | ↗15 208 | ↗15 629 | ↗16 093 | ↗16 500 |
| 2017    | 2018    | 2019    | 2020    | 2021    | 2023    | 2024    |         |         |
| ↗17 158 | ↗17 840 | ↗18 633 | ↗19 710 | ↗20 105 | ↗20 746 | ↗21 165 |         |         |

### Урбанизация
В городских условиях (город Светлогорск) проживают  79,24 % населения района.

### Национальный состав
По итогам переписи населения 2020 года проживали следующие национальности (национальности менее 0,1 % и другое, см. в сноске к строке «Другие»):
| Национальность | Численность, чел. | Доля     |
| -------------- | ----------------- | -------- |
| Русские        | 17 488            | 86,98 %  |
| Украинцы       | 218               | 1,08 %   |
| Белорусы       | 202               | 1,00 %   |
| Армяне         | 109               | 0,54 %   |
| Татары         | 77                | 0,38 %   |
| Немцы          | 54                | 0,27 %   |
| Литовцы        | 44                | 0,22 %   |
| Узбеки         | 31                | 0,15 %   |
| Евреи          | 26                | 0,13 %   |
| Азербайджанцы  | 26                | 0,13 %   |
| Башкиры        | 21                | 0,10 %   |
| Другие         | 1809              | 9,02 %   |
| Итого          | 20 105            | 100,00 % |

## Населённые пункты
В городской округ входят (городу областного значения подчинены) 7 населённых пунктов.
| № | Населённый пункт  | Тип     | Население | бывшее муниципальное образование (городское поселение) |
| - | ----------------- | ------- | --------- | ------------------------------------------------------ |
| 1 | Донское           | посёлок | ↗2795     | посёлок Донское                                        |
| 2 | Лесное            | посёлок | ↘221      | посёлок Приморье                                       |
| 3 | Марьинское        | посёлок | 15        | посёлок Донское                                        |
| 4 | Маяк              | посёлок | ↗10       | посёлок Донское                                        |
| 5 | Молодогвардейское | посёлок | ↗4        | посёлок Донское                                        |
| 6 | Приморье          | посёлок | ↗1140     | посёлок Приморье                                       |
| 7 | Светлогорск       | город   | ↗16 771   | город Светлогорск                                      |

Посёлки городского типа Донское и Приморье в рамках организации местного самоуправления в составе сформированного Светлогорского городского округа утратили статус посёлка городского типа, став сельскими населёнными пунктами (посёлками) в декабре 2018 года.
В состав города Светлогорска входят два посёлка-пригорода Отрадное и Пригородный, которые не являются самостоятельными населёнными пунктами.

## Территориальное деление

### Административный район
В состав Светлогорского административного района в 2010—2019 гг. входили:
- 1 город районного значения
  - Светлогорск,
- 2 посёлка городского типа районного значения
  - Донское,
  - Приморье.

### Муниципальный район
В 2006—2018 гг. в Светлогорский муниципальный район входило 3 муниципальных образования со статусом городских поселений:
| № | Муниципальное образование (городское поселение) | Административный центр | Количество населённых пунктов | Население | Площадь, км2 |
| - | ----------------------------------------------- | ---------------------- | ----------------------------- | --------- | ------------ |
| 1 | посёлок Донское                                 | пгт Донское            | 4                             | ↘2810     | 8,20         |
| 2 | посёлок Приморье                                | пгт Приморье           | 2                             | ↗1318     | 4,07         |
| 3 | город Светлогорск                               | город Светлогорск      | 1                             | ↗13 030   | 20,89        |

## Местное самоуправление
Главы муниципального образования
- Андрей Викторович Мохнов[28]

главы администрации
- Владимир Владимирович Бондаренко[28]

## Экономика
Основу экономики района составляют предприятия санаторно-курортного и туристско-рекреационного комплексов. На его территории расположены десятки санаториев, пансионатов, домов отдыха, гостиниц, туристических баз и детских летних лагерей. Курорт Светлогорск заслуженно называют «Жемчужиной Балтики», а также «Северными Сочи» за самое большое в Прибалтике количество солнечных дней.

### Промышленность
Представлена предприятиями группа компаний «Западный Форпост», АО «Светлогорский хлеб», ООО "ПКП «Альк», «Авангардстройиндустрия», ООО «ПП Авангардстрой», ООО «СК Авангардстрой», ООО «Эвис», АО «Кениг-Хольц», ООО «Балтсибнефь», ООО «Маспекс-Калининград», ООО «Логистика-Балтика».

### Сельское хозяйство
ВСХП «Светлогорский» Балтийского флота.

### Транспорт
С областным центром район соединён автомобильной и железной дорогами. Недалеко от Светлогорска, в Пионерском есть морской порт.
По территории района проходит железная дорога (ветка Зеленоградск — Янтарный — Приморск Калининградской железной дороги). В Светлогорске, Отрадном, Приморье и Донском есть железнодорожные станции, но по состоянию на 2008 год, действует только станция Светлогорск, так как далее Светлогорская железная дорога законсервирована. Летом — осенью 2018 года РЖД полностью демонтировали железнодорожные пути в районе станций Донское-Новое и Приморье.